# Жвалово
Жвалово — деревня в Судиславском сельском поселении Судиславского района Костромской области России. 

## История
Согласно Спискам населенных мест Российской империи в 1872 году село Жвалово относилось к 1 стану Костромского уезда Костромской губернии. В нём числилось 13 дворов, проживало 27 мужчин и 33 женщины. В селе имелась православная церковь.
Согласно переписи населения 1897 года в селе Жвалово проживало 132 человека (68 мужчин и 64 женщина).
Согласно Списку населенных мест Костромской губернии в 1907 году село Жвалово относилось к Завражьинской волости Костромского уезда Костромской губернии. По сведениям волостного правления за 1907 год в ней числилось 22 крестьянских двора и 157 жителей. В селе имелись клееваренный завод и ветреная мельница. Основным занятием жителей была работа плотниками, бондарями, работа на фабрике. Рядом располагалась усадьба Жвалово, в котром имелся один двор, проживало 3 человека, имелась школа.

## Население
| 2008 | 2010 | 2014 |
| ---- | ---- | ---- |
| 401  | ↘273 | ↗383 |